# Jon Robin Baitz
Jon Robin Baitz, né le 4 novembre 1961 à Los Angeles, en Californie (États-Unis), est un scénariste, acteur, producteur et réalisateur américain.

## Filmographie
Comme scénariste
- 1990 : Three Hotels (TV)
- 1991 : Three Hotels (TV)
- 2002 : Influences (People I Know)

Comme acteur
- 1995 : Last Summer in the Hamptons (en) : Jake
- 1996 : Un beau jour (One Fine Day) : Mr. Yates, Jr.
- 2000 : Sam the Man (en) : Man #1 in Restaurant

Comme producteur
- 1996 : Revers de fortune (The Substance of Fire)
- 2006 : Brothers & Sisters (série TV)

Comme réalisateur
- 1991 : Three Hotels (TV)